# Tórshavn
Tórshavn (dansko Thorshavn, pomen 'Thorovo pristanišče') je glavno in največje mesto Ferskih otokov, ki leži na vzhodni obali otoka Streymoy. V mestu živi nekaj več kot 19.000 ljudi, skupaj z okoliškim območjem pa šteje okoli 21.000 prebivalcev, kar je približno 40 odstotkov prebivalstva Ferskih otokov.

## Zemljepisna lega in podnebje
Tórshavn leži v geografskem središču otočja, na južnem delu vzhodne obale največjega otoka Streymoy. Otok Nólsoy, ki leži vzhodno od mesta, zagotavlja dodatno zaščito za pristanišče in je bil zelo pomemben za razvoj Tórshavna kot pristaniškega mesta, saj se ob njegovih obalah lomijo veliki valovi.
Širše območje mesta Tórshavn vključuje dve vasi, Argir na jugu in Hoyvík na severu. Severozahodno od mesta leži hrib Húsareyn, ki meri 345 metrov nad morjem, jugozahodno pa hrib Kirkjubøreyn, ki ima nadmorsko višino 351 metrov.
Podnebje je v Tórshavnu oceansko. Poleti so najvišje povprečne temperature približno 12 °C, pozimi pa 6 °C. Najnižja temperatura, ki so jo namerili med letoma 1961 in 2010, je bila -11 °C, najvišja pa 22 °C. Navadno je vreme oblačno, pogosto pa se pojavlja tudi megla.

## Zgodovina
Naselje Tórshavn je bilo v dokumentih prvič omenjeno leta 1075, danes pa je ena najstarejših prestolnic na severu Evrope. Vikingi so na polotoku Tinganes verjetno že okoli leta 850 imeli svojo obliko parlamenta. Na tem polotoku so se prav tako naselili norveški begunci, ki so pobegnili pred oblastjo Haralda Lepolasega, krščanstvo pa je parlament sprejel leta 1000. Ferska saga pravi, da je na sprejem krščanstva največ vplivalo misijonarsko delo Sigmundurja Brestissona.
Norvežani so leta 1271 vzpostavili trgovski monopol in oblast nad otočjem. Trgovski posredniki so se nato naselili v Tórshavnu, ladje pa so iz Bergna redno prinašale sol, žito in les.
Leta 1539 je bilo uvedeno protestantsko krščanstvo, Magnus Heinason pa je leta 1580 na severnem koncu pristanišča za obrambo pred pirati zgradil trdnjavo Skansin. V poznem 16. stoletju je na območju današnjega mesta živelo okrog 100 oseb.
Leta 1655 je danski kralj Friderik III. oblast nad Ferskimi otoki odstopil državniku Kristofferju Gablu, ki je s svojimi uradniki na različne načine zatiral otočane. Trgovski monopol, ki ga je nadzirala Gablova družina, ni bil prilagojen potrebam otoškega prebivalstva, ki ni imelo pravice do določanja cen za svoje blago. Uvoženo blago pa je bilo zelo drago, saj so ga na otoke prinašali v omejenih količinah.
Ko je leta 1670 Friderik III. umrl, je Gablu novi kralj odvzel pooblastila in ga pripeljal nazaj v København, kjer je ostal do svoje smrti leta 1673. Prav tega leta pa je v Tórshavnu večji del polotoka Tinganes zajel požar, v katerem so bili izgubljeni številni pomembni dokumenti iz časa Gablove oblasti nad Ferskimi otoki.
Leta 1709 je trgovski monopol nad otočjem prevzela danska krona. V Tórshavnu je takrat živelo okoli 300 ljudi, 250 pa jih je umrlo, ko je istega leta naselje hudo prizadela epidemija črnih koz. Leta 1788 so v Tórshavnu zgradili katedralo ter se je po koncu 18. stoletja naselje postopoma začelo razvijati v mesto.
Trgovski monopol se je končal leta 1856, medtem ko se je ferski parlament Løgting preselil v svoj trenutni sedež. Leta 1866 je Tórshavn tudi uradno dobil status prestolnice Ferskih otokov, saj so v njem ustanovili središče občine in mestni svet. Od začetka leta 1909 ima tudi status danskega trgovskega mesta, kar mu je prineslo vse pravice, ki jih imajo mesta na Danskem.
Leta 1900 je v Tórshavnu živelo več kot 1600 ljudi, na koncu 20. stoletja pa je mesto imelo približno 17.000 prebivalcev. Leta 1927 so razširili pristanišče ter ob njem uredili obrežje in priveze za večje ladje, s čimer je Tórshavn postal sodobno pristaniško mesto. Med britansko okupacijo Ferskih otokov v času druge svetovne vojne je bila trdnjava Skansin sedež Kraljeve vojne mornarice. Dva topa sta še vedno priča temu.
Leta 1974 se je občini Tórshavn pridružila vas Hvítanes. Sledile so ji vasi Hoyvík leta 1978, Argir leta 1997 in Kollafjørður leta 2001. Od leta 2005 občini prav tako pripadajo vasi Nólsoy, Hestur in Kirkjubøur.

## Promet
Tórshavn je najpomembnejše trgovsko in trajektno pristanišče Ferskih otokov in s tem tudi mednarodno prometno vozlišče. Trajekt Norröna otočje poleti dvakrat na teden poveže z Dansko, enkrat na teden pa z Islandijo. V zimskih mesecih le enkrat na teden opravi pot med Tórshavnom in pristaniščem v danskem mestu Hirtshals. V pristanišču Tórshavn se pogosto ustavljajo tudi ladje za križarjenje.
Ladijska povezava z otokoma Hestur in Sandoy poteka prek trajektnega pristanišča Gamlarætt na zahodni obali otoka Streymoy, od koder je morska pot do teh otokov krajša. Promet med mestom Tórshavn in pristaniščem Gamlarætt poteka po cestah.
V Tórshavnu obstaja več mestnih avtobusnih linij, saj se mesto razprostira na razmeroma velikem območju. Avtobusna linija glavno mesto poveže tudi z edinim ferskim mednarodnim letališčem na otoku Vágar. Od leta 2002 do tega otoka pelje cestni predor. Čas potovanja je približno ena ura.
Heliport Bodanes omogoča helikopterske povezave z letališčem na otoku Vágar, mestom Klaksvík in otokom Koltur. Še en heliport leži v bližini bolnišnice in je namenjen reševalnim helikopterjem.

## Uprava
Tórshavn je kot glavno mesto Ferskih otokov sedež avtonomne vlade tega otočja. Urad premierja je v zgradbi na polotoku Tinganes, kjer je bil tudi sedež parlamenta Løgting, dokler ta niso leta 1856 premestili v novo zgradbo na mestnem trgu Vaglið. Tudi na več lokacijah v mestu in okolici so sedeži ministrstev in veleposlaništev.
Danska v središču Tórshavna ima posebno predstavništvo, ki deluje kot posrednik med dansko vlado in ferskim parlamentom. Posebno predstavništvo je nasledilo nekdanji urad danskega guvernerja po tem, ko je otočje leta 1948 dobilo avtonomijo.
Občina Tórshavn obsega južno polovico otoka Streymoy ter celotno območje manjših otokov Koltur, Hestur in Nólsoy. S tem je edina ferska občina, ki se razprostira na štirih otokih.

## Galerija
- Tórshavn leta 1839
- Polotok Tinganes leta 2008
- Mestna katedrala leta 2014
- Britanski top ob trdnjavi Skansin leta 2009
- Svetilnik na trdnjavi Skansin leta 2017